# Дилофосаурус
Дилофосаурус (Dilophosaurus) је најранији познати мегалосаур. 

## Исхрана
Био је карнивор који се кретао на задњим ногама и тако могао да постигне знатну брзину при лову. С обзиром да је у Аризони пронађено три скелета заједно, претпоставља се да је ловио у групи. Зуби су му били танки и дуги, па је извесније да је жртву хватао предњим удовима који су били наоружани канџама, него устима.

## Димензије
Ово је била жустра животиња, упркос тежини од пола тоне. Био је дуг до 6 метара.

## Изглед
На глави је имао двоструку кресту постављену изнад њушке и чела. Целом дужином између две кресте протезала се дубока бразда. Улога ове творевине није разјашњена, али је претпоставка да је служила за удварање, јер је код мужјака изгледа била већа. Ова креста је делимично била шупља и тешко би била коришћена за одбрану.

## Фосилна налазишта
Осим у поменутој Аризони у САД-у, фосили ове животиње су нађени и у Кини.